# Cristian Carnero
Cristian Carnero (Sunchales, Provincia de Santa Fe, Argentina; 1 de febrero de 1972) es un exfutbolista argentino que se desempeñaba como delantero. 
Jugó 233 partidos en el Fútbol Argentino y 153 en el fútbol de México, Ecuador y Colombia. Fue una figura destacada en Belgrano donde es uno de los máximos anotadores del club en AFA con 36 goles.

## Clubes
| Club                     | País      | Año         |
| ------------------------ | --------- | ----------- |
| Ben Hur                  | Argentina | 1992        |
| Atlético de Rafaela      | Argentina | 1993 - 1994 |
| Ferrocarril de Concordia | Argentina | 1995 - 1996 |
| Belgrano                 | Argentina | 1996 - 2000 |
| Arsenal                  | Argentina | 2000        |
| Godoy Cruz               | Argentina | 2001        |
| Lobos BUAP               | México    | 2001        |
| Deportivo Quito          | Ecuador   | 2002 - 2003 |
| Liga de Quito            | Ecuador   | 2003        |
| Deportivo Quito          | Ecuador   | 2004 - 2005 |
| Deportivo Cuenca         | Ecuador   | 2005        |
| Unión Magdalena          | Colombia  | 2005 - 2006 |
| Olmedo                   | Ecuador   | 2006        |
| Manta                    | Ecuador   | 2006        |
| Almagro                  | Argentina | 2007        |
| Tiro Federal             | Argentina | 2008        |
| Espoli                   | Ecuador   | 2008        |
| Juniors                  | Argentina | 2009 - 2010 |

## Logros

### Torneos nacionales
| Título  | Club | País    | Año  |
| ------- | ---- | ------- | ---- |
| Serie A | LDU  | Ecuador | 2003 |

### Ascensos
| Logro             | Club     | País      | Año  |
| ----------------- | -------- | --------- | ---- |
| Ascenso a Primera | Belgrano | Argentina | 1998 |

### Distinciones individuales
| Distinción                    | País    | Año  | Club            | Goles |
| ----------------------------- | ------- | ---- | --------------- | ----- |
| Máximo Goleador de la Serie A | Ecuador | 2002 | Deportivo Quito | 26    |